# Northeast Grand Prix 2019
Navigation
Édition précédente Édition suivante
La 29e édition du Northeast Grand Prix 2019 (officiellement appelé le 2019 Northeast Grand Prix) a été une course de voitures de sport organisée sur le Lime Rock Park en Connecticut, aux États-Unis, qui s'est déroulée du 19 juillet 2019 au 20 juillet 2019. Il s'agissait de la huitième manche du championnat United SportsCar Championship 2019 et seuls les catégories GTLM et GTD de voitures du championnat ont participé à la course.

## Circuit
Le Lime Rock Park est un circuit naturel de sports mécaniques situé à Lime Rock dans le Connecticut aux États-Unis.
Lime Rock est unique parmi les circuits américains professionnels car c'est le seul qui ne possède pas de tribunes ou de gradins. De petites collines à l'intérieur et à l'extérieur de la piste permettent aux spectateurs une bonne visibilité de la piste. Il y règne une atmosphère de pique-nique grâce à l'environnement alentour semblable à un parc. En 2009, le circuit a été inscrit au Registre national des lieux historiques.
Lime Rock Park est un circuit rapide et fluide avec une seule vraie zone de freinage, située dans le virage 1, appelée Big Bend. Le rythme, le dynamisme et la connaissance du circuit sont les clés pour réaliser un tour rapide.

## Engagés
La liste officielle des engagés était composée de 21 voitures, dont 8 en Grand Touring Le Mans et 13 en Grand Touring Daytona.

## Qualifications
| Pos. | Classe | N°  | Équipe                                                   | Pilote              | Temps    | Écart     |
| 1    | GTLM   | 912 | Porsche GT Team                                          | Laurens Vanthoor    | 49 s 133 | --        |
| 2    | GTLM   | 911 | Porsche GT Team                                          | Nick Tandy          | 49 s 185 | + 0 s 052 |
| 3    | GTLM   | 25  | BMW Team RLL                                             | Connor De Phillippi | 49 s 322 | + 0 s 189 |
| 4    | GTLM   | 66  | Ford Chip Ganassi Racing                                 | Dirk Müller         | 49 s 458 | + 0 s 325 |
| 5    | GTLM   | 3   | Corvette Racing                                          | Antonio García      | 49 s 690 | + 0 s 557 |
| 6    | GTLM   | 4   | Corvette Racing                                          | Oliver Gavin        | 49 s 748 | + 0 s 615 |
| 7    | GTLM   | 67  | Ford Chip Ganassi Racing                                 | Ryan Briscoe        | 49 s 808 | + 0 s 675 |
| 8    | GTLM   | 24  | BMW Team RLL                                             | John Edwards        | 49 s 864 | + 0 s 731 |
| 9    | GTD    | 86  | Meyer Shank Racing avec Curb Agajanian Performance Group | Trent Hindman       | 51 s 456 | + 2 s 323 |
| 10   | GTD    | 33  | Mercedes-AMG Team Riley Motorsports                      | Ben Keating         | 51 s 482 | + 2 s 349 |
| 11   | GTD    | 48  | Paul Miller Racing                                       | Corey Lewis         | 51 s 532 | + 2 s 399 |
| 12   | GTD    | 96  | Turner Motorsport                                        | Robby Foley         | 51 s 536 | + 2 s 403 |
| 13   | GTD    | 9   | Pfaff Motorsports                                        | Zacharie Robichon   | 51 s 575 | + 2 s 442 |
| 14   | GTD    | 14  | AIM Vasser-Sullivan                                      | Richard Heistand    | 51 s 642 | + 2 s 509 |
| 15   | GTD    | 73  | Park Place Motorsports                                   | Marco Seefried      | 51 s 661 | + 2 s 528 |
| 16   | GTD    | 63  | WeatherTech Racing                                       | Cooper MacNeil      | 51 s 719 | + 2 s 586 |
| 17   | GTD    | 91  | Wright Motorsports                                       | Anthony Imperato    | 51 s 785 | + 2 s 652 |
| 18   | GTD    | 76  | Compass Racing                                           | Matt Plumb (en)     | 52 s 008 | + 2 s 875 |
| 19   | GTD    | 57  | Heinricher Racing avec Meyer Shank Racing                | Christina Nielsen   | 52 s 059 | + 2 s 926 |
| 20   | GTD    | 44  | Magnus Racing                                            | John Potter         | 52 s 226 | + 3 s 093 |
| 21   | GTD    | 12  | AIM Vasser-Sullivan                                      | Frankie Montecalvo  | 52 s 236 | + 3 s 103 |

## Course

### Classement de la course
- Les vainqueurs de chaque catégorie sont signalés par un fond jauni.

| Pos | Classe | no  | Écurie                                                   | Pilotes                           | Châssis                         | Tours | Temps               |
| Pos | Classe | no  | Écurie                                                   | Pilotes                           | Moteur                          | Tours | Temps               |
| --- | ------ | --- | -------------------------------------------------------- | --------------------------------- | ------------------------------- | ----- | ------------------- |
| 1   | GTLM   | 67  | Ford Chip Ganassi Racing                                 | Ryan Briscoe Richard Westbrook    | Ford GT                         | 182   | 2 h 40 min 17 s 361 |
| 1   | GTLM   | 67  | Ford Chip Ganassi Racing                                 | Ryan Briscoe Richard Westbrook    | Ford EcoBoost 3,5 l V6 Turbo    | 182   | 2 h 40 min 17 s 361 |
| 2   | GTLM   | 912 | Porsche GT Team                                          | Earl Bamber Laurens Vanthoor      | Porsche 911 RSR                 | 182   | + 7 s 003           |
| 2   | GTLM   | 912 | Porsche GT Team                                          | Earl Bamber Laurens Vanthoor      | Porsche 4,0 l Flat-6 Atmo       | 182   | + 7 s 003           |
| 3   | GTLM   | 66  | Ford Chip Ganassi Racing                                 | Joey Hand Dirk Müller             | Ford GT                         | 182   | + 7 s 526           |
| 3   | GTLM   | 66  | Ford Chip Ganassi Racing                                 | Joey Hand Dirk Müller             | Ford EcoBoost 3,5 l V6 Turbo    | 182   | + 7 s 526           |
| 4   | GTLM   | 911 | Porsche GT Team                                          | Patrick Pilet Nick Tandy          | Porsche 911 RSR                 | 182   | + 26 s 058          |
| 4   | GTLM   | 911 | Porsche GT Team                                          | Patrick Pilet Nick Tandy          | Porsche 4,0 l Flat-6 Atmo       | 182   | + 26 s 058          |
| 5   | GTLM   | 3   | Corvette Racing                                          | Antonio García Jan Magnussen      | Chevrolet Corvette C7.R         | 182   | + 48 s 911          |
| 5   | GTLM   | 3   | Corvette Racing                                          | Antonio García Jan Magnussen      | Chevrolet LT 5,5 l V8 Atmo      | 182   | + 48 s 911          |
| 6   | GTLM   | 4   | Corvette Racing                                          | Oliver Gavin Marcel Fässler       | Chevrolet Corvette C7.R         | 181   | + 1 tour            |
| 6   | GTLM   | 4   | Corvette Racing                                          | Oliver Gavin Marcel Fässler       | Chevrolet LT 5,5 l V8 Atmo      | 181   | + 1 tour            |
| 7   | GTLM   | 25  | BMW Team RLL                                             | Tom Blomqvist Connor De Phillippi | BMW M8 GTE                      | 181   | + 1 tour            |
| 7   | GTLM   | 25  | BMW Team RLL                                             | Tom Blomqvist Connor De Phillippi | BMW S63 4,0 l V8 Bi-Turbo       | 181   | + 1 tour            |
| 8   | GTLM   | 24  | BMW Team RLL                                             | Jesse Krohn John Edwards          | BMW M8 GTE                      | 180   | + 2 tours           |
| 8   | GTLM   | 24  | BMW Team RLL                                             | Jesse Krohn John Edwards          | BMW S63 4,0 l V8 Bi-Turbo       | 180   | + 2 tours           |
| 9   | GTD    | 9   | Pfaff Motorsports                                        | Dennis Olsen Zacharie Robichon    | Porsche 911 GT3 R               | 178   | + 4 tours           |
| 9   | GTD    | 9   | Pfaff Motorsports                                        | Dennis Olsen Zacharie Robichon    | Porsche 4,0 l Flat-6 Atmo       | 178   | + 4 tours           |
| 10  | GTD    | 86  | Meyer Shank Racing avec Curb Agajanian Performance Group | Mario Farnbacher Trent Hindman    | Acura NSX GT3 Evo               | 178   | + 4 tours           |
| 10  | GTD    | 86  | Meyer Shank Racing avec Curb Agajanian Performance Group | Mario Farnbacher Trent Hindman    | Acura 3,5 l V6 Turbo            | 178   | + 4 tours           |
| 11  | GTD    | 96  | Turner Motorsport                                        | Bill Auberlen Robby Foley         | BMW M6 GT3                      | 178   | + 4 tours           |
| 11  | GTD    | 96  | Turner Motorsport                                        | Bill Auberlen Robby Foley         | BMW P63 4,4 l V8 Turbo          | 178   | + 4 tours           |
| 12  | GTD    | 73  | Park Place Motorsports                                   | Patrick Lindsey Marco Seefried    | Porsche 911 GT3 R               | 178   | + 4 tours           |
| 12  | GTD    | 73  | Park Place Motorsports                                   | Patrick Lindsey Marco Seefried    | Porsche 4,0 l Flat-6 Atmo       | 178   | + 4 tours           |
| 13  | GTD    | 91  | Wright Motorsports                                       | Anthony Imperato Matt Campbell    | Porsche 911 GT3 R               | 178   | + 4 tours           |
| 13  | GTD    | 91  | Wright Motorsports                                       | Anthony Imperato Matt Campbell    | Porsche 4,0 l Flat-6 Atmo       | 178   | + 4 tours           |
| 14  | GTD    | 14  | AIM Vasser-Sullivan                                      | Richard Heistand Jack Hawksworth  | Lexus RC F GT3                  | 177   | + 5 tours           |
| 14  | GTD    | 14  | AIM Vasser-Sullivan                                      | Richard Heistand Jack Hawksworth  | Lexus 5,0 l V8                  | 177   | + 5 tours           |
| 15  | GTD    | 48  | Paul Miller Racing                                       | Bryan Sellers Corey Lewis         | Lamborghini Huracán GT3 Evo     | 177   | + 5 tours           |
| 15  | GTD    | 48  | Paul Miller Racing                                       | Bryan Sellers Corey Lewis         | Lamborghini 5,2 l V10 Atmo      | 177   | + 5 tours           |
| 16  | GTD    | 44  | Magnus Racing                                            | Andy Lally John Potter            | Lamborghini Huracán GT3 Evo     | 177   | + 5 tours           |
| 16  | GTD    | 44  | Magnus Racing                                            | Andy Lally John Potter            | Lamborghini 5,2 l V10 Atmo      | 177   | + 5 tours           |
| 17  | GTD    | 33  | Mercedes-AMG Team Riley Motorsports                      | Jeroen Bleekemolen Ben Keating    | Mercedes-AMG GT3                | 177   | + 5 tours           |
| 17  | GTD    | 33  | Mercedes-AMG Team Riley Motorsports                      | Jeroen Bleekemolen Ben Keating    | Mercedes-AMG M159 6,2 l V8      | 177   | + 5 tours           |
| 18  | GTD    | 76  | Compass Racing                                           | Matt Plumb (en) Paul Holton       | McLaren 720S GT3                | 175   | + 7 tours           |
| 18  | GTD    | 76  | Compass Racing                                           | Matt Plumb (en) Paul Holton       | McLaren M840T 4,0 l V8 Bi-Turbo | 175   | + 7 tours           |
| 19  | GTD    | 63  | WeatherTech Racing                                       | Cooper MacNeil Toni Vilander      | Ferrari 488 GT3                 | 174   | + 8 tours           |
| 19  | GTD    | 63  | WeatherTech Racing                                       | Cooper MacNeil Toni Vilander      | Ferrari F154CB 3,9 l V8 Turbo   | 174   | + 8 tours           |
| 20  | GTD    | 57  | Heinricher Racing avec Meyer Shank Racing                | Katherine Legge Christina Nielsen | Acura NSX GT3 Evo               | 173   | Abandon             |
| 20  | GTD    | 57  | Heinricher Racing avec Meyer Shank Racing                | Katherine Legge Christina Nielsen | Acura 3,5 l V6 Turbo            | 173   | Abandon             |
| 21  | GTD    | 12  | AIM Vasser-Sullivan                                      | Frankie Montecalvo Townsend Bell  | Lexus RC F GT3                  | 159   | + 23 tours          |
| 21  | GTD    | 12  | AIM Vasser-Sullivan                                      | Frankie Montecalvo Townsend Bell  | Lexus 5,0 l V8                  | 159   | + 23 tours          |

## Pole position et record du tour
- Pole position :  Laurens Vanthoor (#912 Porsche GT Team) en 49 s 133
- Meilleur tour en course :  Patrick Pilet (#911 Porsche GT Team) en 50 s 757

## Tours en tête
- no 912 Porsche 911 RSR - Porsche GT Team : 140 tours (1-49 / 53-115 / 147-174)[4]
- no 911 Porsche 911 RSR - Porsche GT Team : 14 tours (50 / 134-146)
- no 66 Ford GT - Ford Chip Ganassi Racing : 2 tours (51-52)
- no 67 Ford GT - Ford Chip Ganassi Racing : 26 tours (116-133 / 175-182)

## À noter
- Longueur du circuit : 1,474 miles
- Distance parcourue par les vainqueurs : 268,268 miles